# Liste der Monuments historiques in Carquefou
Die Liste der Monuments historiques in Carquefou führt die Monuments historiques in der französischen Gemeinde Carquefou auf.

## Liste der Bauwerke
| Bezeichnung              | Beschreibung                           | Standort | Kennzeichnung | Schutzstatus | Datum | Bild           |
| ------------------------ | -------------------------------------- | -------- | ------------- | ------------ | ----- | -------------- |
| Château de l’Epinay      | Schloss, erbaut im 17. Jahrhundert     | (Lage)   | PA00108575    | Inscrit      | 1963  | weitere Bilder |
| Château de la Seilleraye | Schloss, erbaut im 17./18. Jahrhundert | (Lage)   | PA00108576    | Classé       | 1994  | weitere Bilder |

## Liste der Objekte
| Bezeichnung                             | Beschreibung                  | Standort                       | Kennzeichnung | Schutzstatus | Datum | Bild |
| --------------------------------------- | ----------------------------- | ------------------------------ | ------------- | ------------ | ----- | ---- |
| Madonna mit Kind: Notre-Dame la Blanche | Holz, bemalt, 16. Jahrhundert | in der Kirche St-Pierre (Lage) | PM44000079    | Classé       | 1961  |      |